# Park Narodowy Kasungu
Park Narodowy Kasungu – park narodowy w Malawi. Na zachód od miasta Kasungu, 175 km na północ od stolicy Lilongwe. Całkowita powierzchnia wynosi 2316 km².
Florę parku stanowią w większości widne lasy Miombo. Park przecinają liczne rzeki, z których najważniejsze to Lingadzi oraz Dwangwa. Znany z populacji słoni, która jest jednak zagrożona przez wciąż powszechne kłusownictwo. Ośrodek safari Lifupa na rzece o tej samej nazwie, w miejscu jej naturalnego spiętrzenia, jest popularny ze względu na możliwość obserwacji hipopotamów.

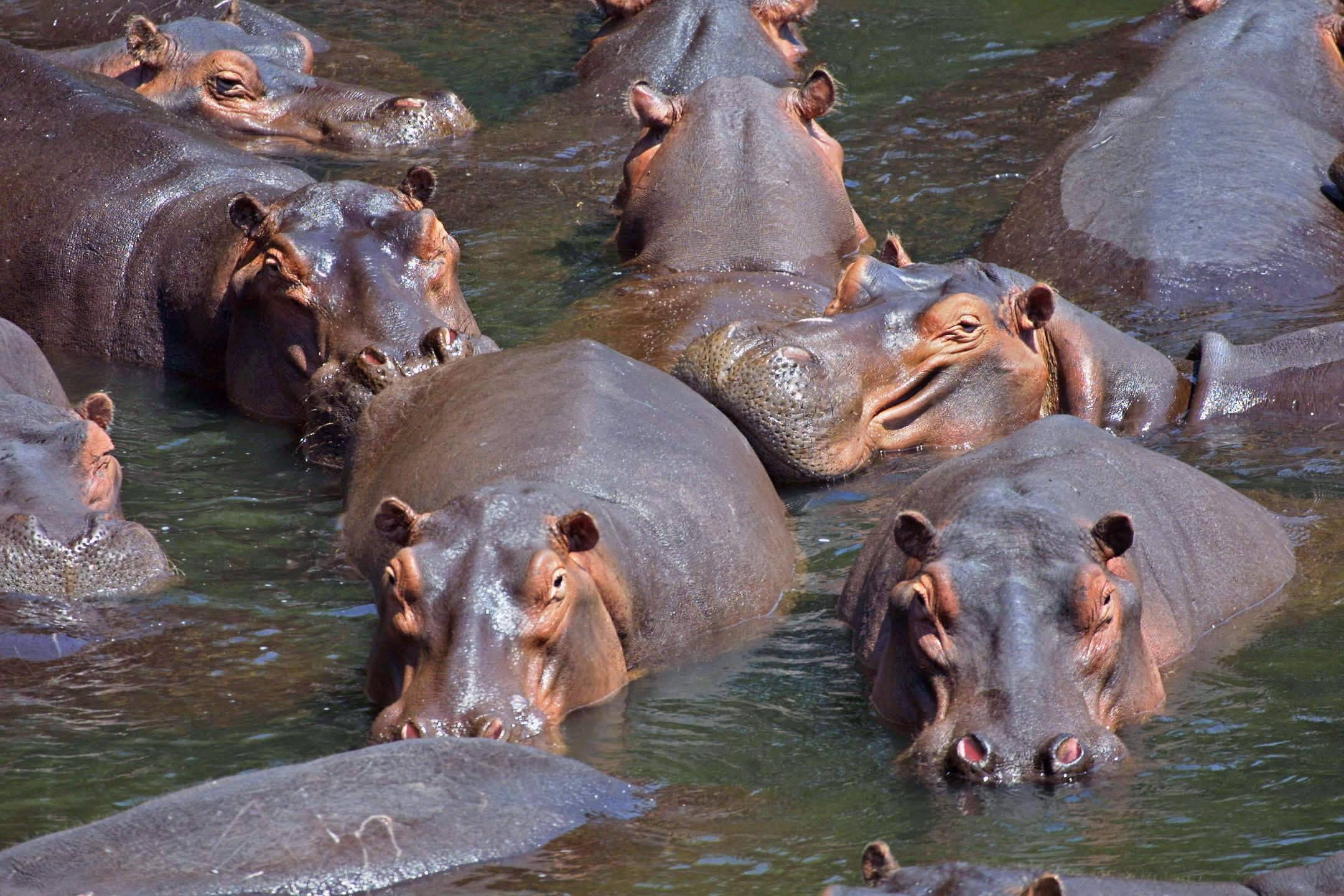
Hipopotamy na rzece Lifupa w miejscu jej spiętrzenia w ośrodku safari Lifupa